# ぼくがいる (アルバム)
『ぼくがいる』は、伊織の通算1枚目のアルバムで、テレビアニメ『名探偵コナン』のイメージソングアルバムとしてリリースされた。

## 解説
- 作詞は殆ど阿久悠が手掛けており、他には及川眠子、森由里子、高柳恋なども手掛けている。
- 収録曲の殆どが『名探偵コナン』の映画やアニメ等のサントラとして使用されており、キャラクターのイメージソングとなっている。
- 1stシングル「キミがいれば」のアルバム・ヴァージョンが収録されている。
- 初回特典として特製シールが貰える。
- 2005年に、江戸川コナン役の声優である高山みなみが「ぼくがいる」と「想い出たち」をカヴァーしており、シングル「想い出たち 〜想い出〜/ぼくがいる 〜コナンのテーマ〜」[2]に収録されている。

## 収録内容
- 全作曲・編曲：大野克夫

1. ぼくがいる 〜コナンのテーマ〜
作詞：阿久悠
  - 江戸川コナンのテーマソング。
2. いいひとに逢えたね 〜新一のテーマ〜
作詞：阿久悠
  - 工藤新一のテーマソング
3. ナゾが僕らを呼んでいる 〜少年探偵団のテーマ〜
作詞：森由里子
  - 少年探偵団のテーマソング
4. 瞳を閉じれば 〜蘭のテーマ〜
  - 作詞：及川眠子
  - 毛利蘭のテーマソング
5. ホシが歩いた道を 〜新メイン・テーマ〜
  - 作詞：阿久悠
  - テレビアニメ『名探偵コナン』テーマソング
6. 想い出たち 〜想い出〜
  - 作詞：及川眠子
7. やるっきゃないのさ 〜コナンの勝利〜
  - 作詞：及川眠子
  - テレビアニメ『名探偵コナン』挿入歌
8. あなたを感じてる 〜蘭・愛のテーマ〜
  - 作詞：森由里子
9. キミがいれば (アルバム ヴァージョン) 〜メイン・テーマ〜
  - 作詞：高柳恋
  - テレビアニメ『名探偵コナン』テーマソング
  - 劇場版『名探偵コナン』挿入歌

## 参加ミュージシャン
- 作曲・編曲・コンピュータプログラミング・サウンドプロデュース：大野克夫
- ボーカル：伊織
- ギター：原田末秋
- ベース：樋沢達彦
- コーラス：佐野公美・山田洋子
- ゲスト：江戸川コナン (高山みなみ)